# ترا کامپیوتر
ترا کامپیوتر (انگلیسی: Tera Computer) شرکت سخت‌افزار آمریکایی است، که در سال ۱۹۸۷ تأسیس شد.